# Iglesia anglicana noruega de Grytviken
La Iglesia anglicana noruega (conocida como Iglesia luterana noruega antes de 2013) o Iglesia de los balleneros de Grytviken, isla San Pedro (Georgia del Sur), fue construida en 1913 como parte de la Iglesia de Noruega. En 2013 fue transferida formalmente a la Iglesia de Inglaterra. Es una de las iglesias más australes del mundo. En ella se realizó el servicio fúnebre de Sir Ernest Shackleton, quien fue sepultado en el cementerio local.

## Arquitectura
Esta típica iglesia noruega de estilo neogótico, construida en madera y pintada de blanco, es una de las más australes del mundo. Se encuentra al pie de la cordillera Allardyce Range, en Grytviken, y consiste en una sola nave que conduce a un pequeño altar. Posee largos bancos de madera para los asistentes. El suelo está hecho con planchas de madera oscura que contrastan con el blanco de las paredes y del techo. Se puede acceder por escalera a un segundo nivel ubicado a la entrada de la iglesia, desde el cual apreciar su interior o el paisaje frente a ella. Cuenta con dos campanas. La calefacción consistía de un horno instalado en el frente, pero fue desmantelado por razones de seguridad durante la última remodelación del edificio. En su interior también hay una biblioteca, en una habitación anexa, a la izquierda del altar.

## Historia
El edificio fue prefabricado en Noruega y erigido en Grytviken por un grupo de balleneros liderados por Carl Anton Larsen, entre 1912 y 1913. Fue consagrada el día de Navidad de 1913.
Entre 1913 y 1914, la iglesia fue liderada por Kristen Loken, nacido en 1885 en Lillehammer, Noruega. Fue designado pastor de las islas Georgias del Sur y arribó a San Pedro, la isla principal, en 1912 como responsable de supervisar la construcción de la iglesia. Residió en la isla hasta 1931 y fue su único pastor permanente. Según su testimonio, la religión no era una prioridad para los trabajadores de la estación ballenera de Grytviken. Falleció en 1975.
En esta iglesia se realizó el servicio fúnebre de Ernest Shackleton, sepultado en el cementerio local. Este cementerio, ubicado al otro lado de la bahía de Grytviken, también alberga tumbas vacías en memoria de los balleneros fallecidos en alta mar.
Fue abandonada tras el cierre de la estación ballenera de Grytviken en 1966. Después de años de falta de mantenimiento y de sufrir las inclemencias del tiempo (el techo sufrió daños importantes en 1994), la iglesia fue restaurada por los responsables del Museo de Georgia del Sur con la ayuda de voluntarios, entre 1996 y 1998. A partir de entonces volvió a utilizarse para matrimonios y servicios religiosos ocasionales. La iglesia y el cementerio son mantenidos por personal del museo, que es administrado por el South Georgia Heritage Trust.
Varios casamientos se han celebrado en la iglesia de Grytviken. El primero fue registrado el 24 de febrero de 1932 y el más reciente el 19 de febrero de 2006. El 28 de enero de 2007 se llevó a cabo un servicio en memoria de Anders Hansen (un ballenero noruego enterrado en Grytviken en 1943).

## Galería de imágenes

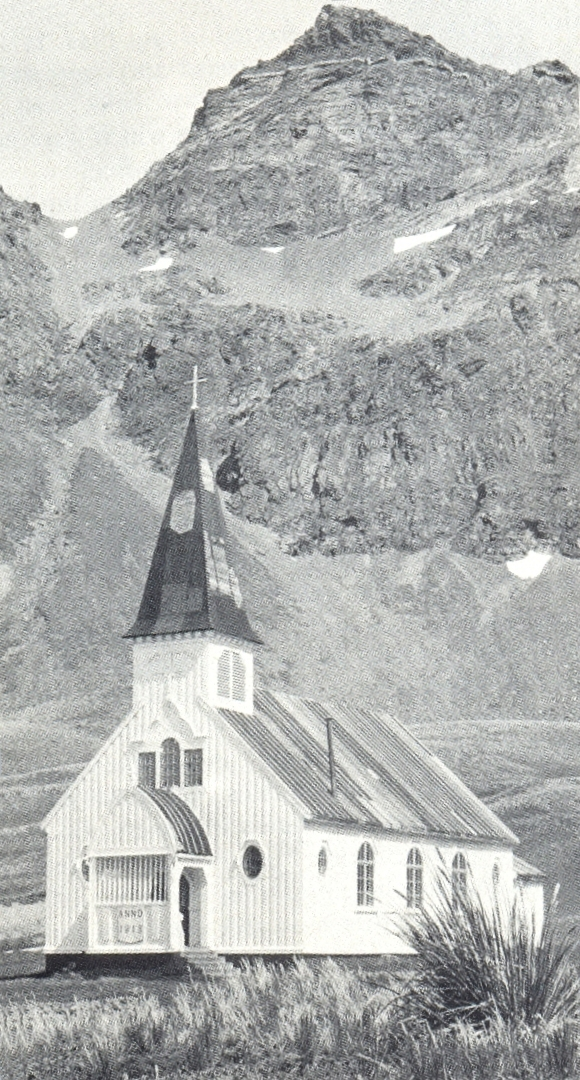
Fotografía tomada antes de 1915 por R.I. Lewis Smith.
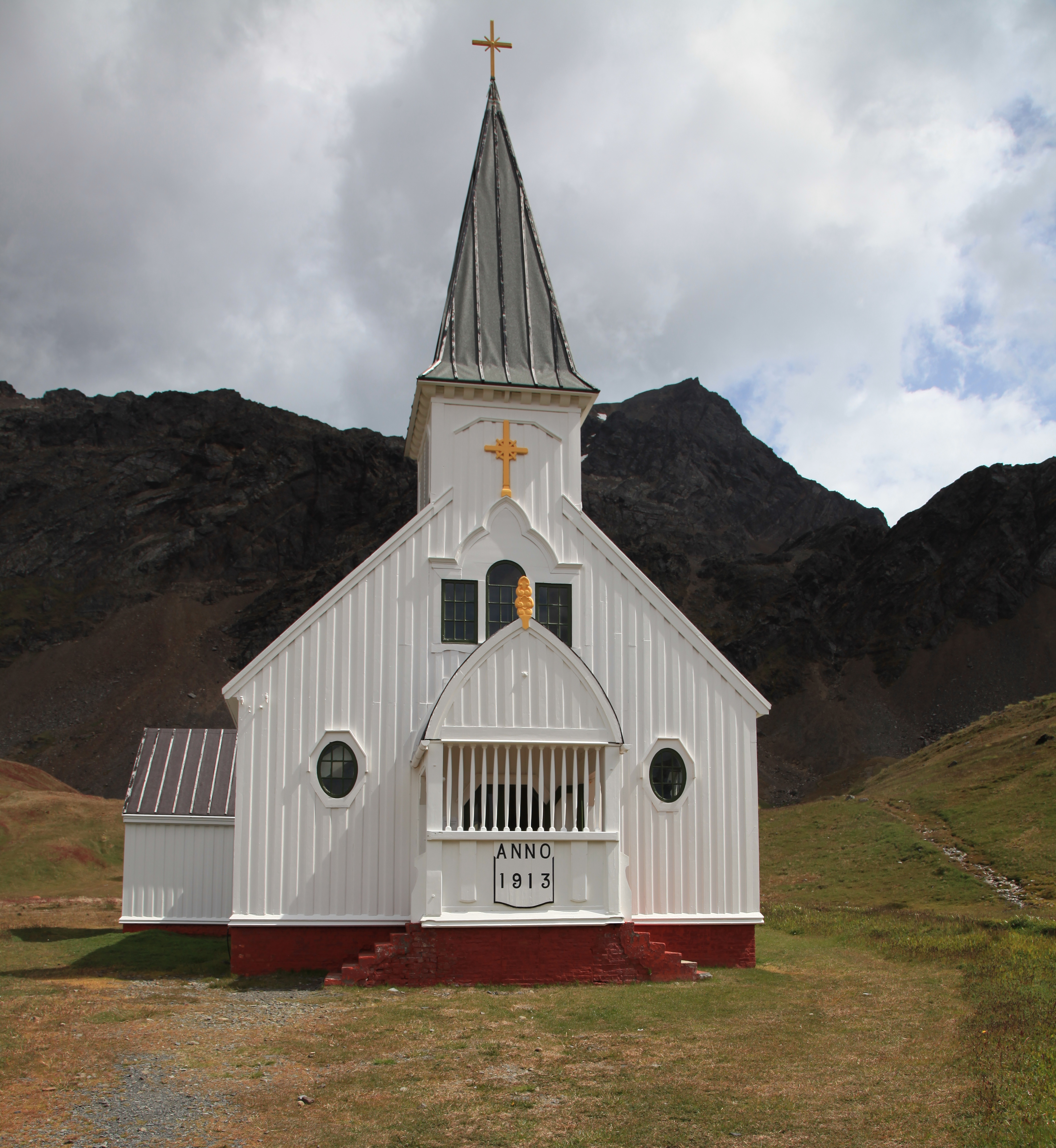
La iglesia en verano.
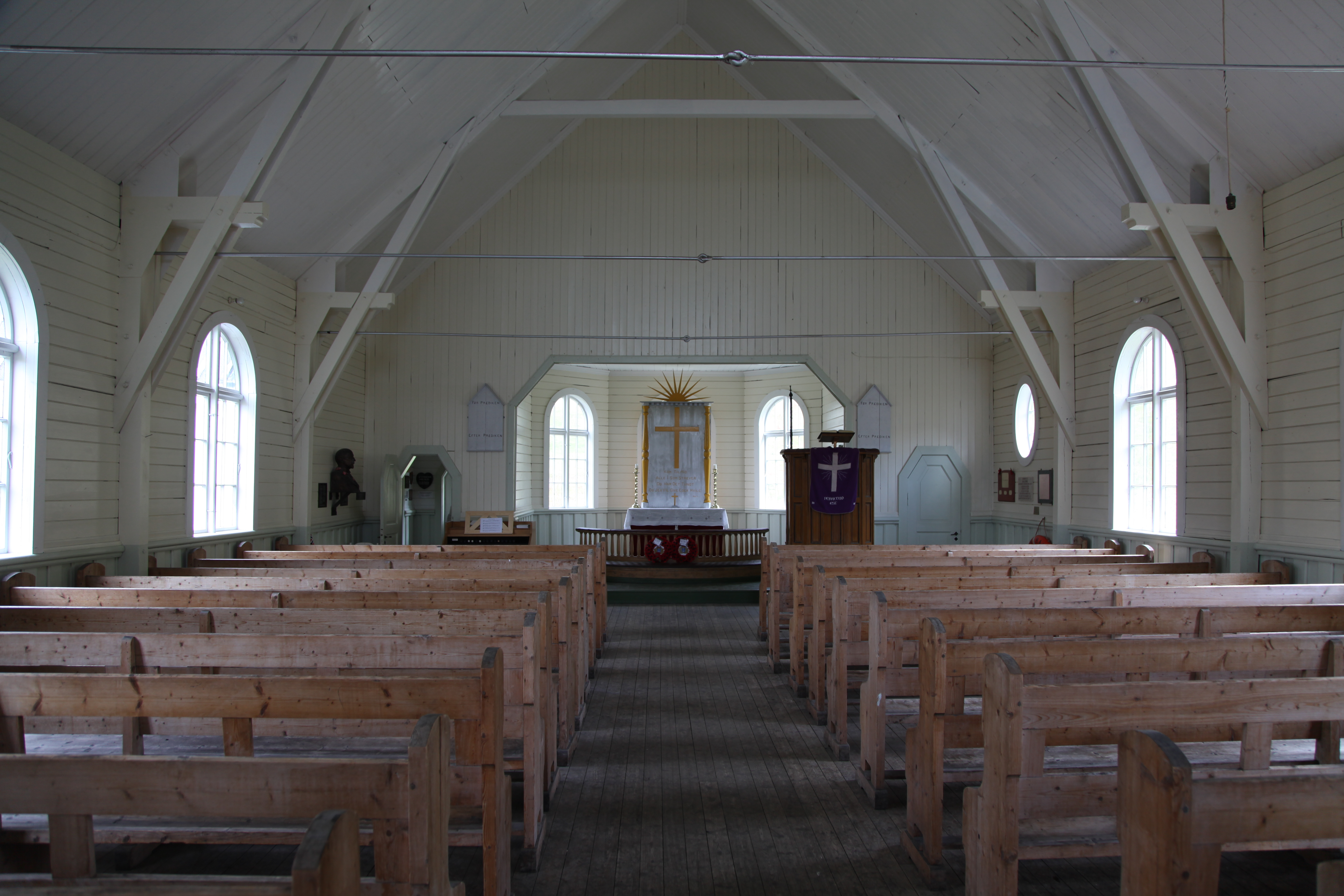
Interior de la iglesia.
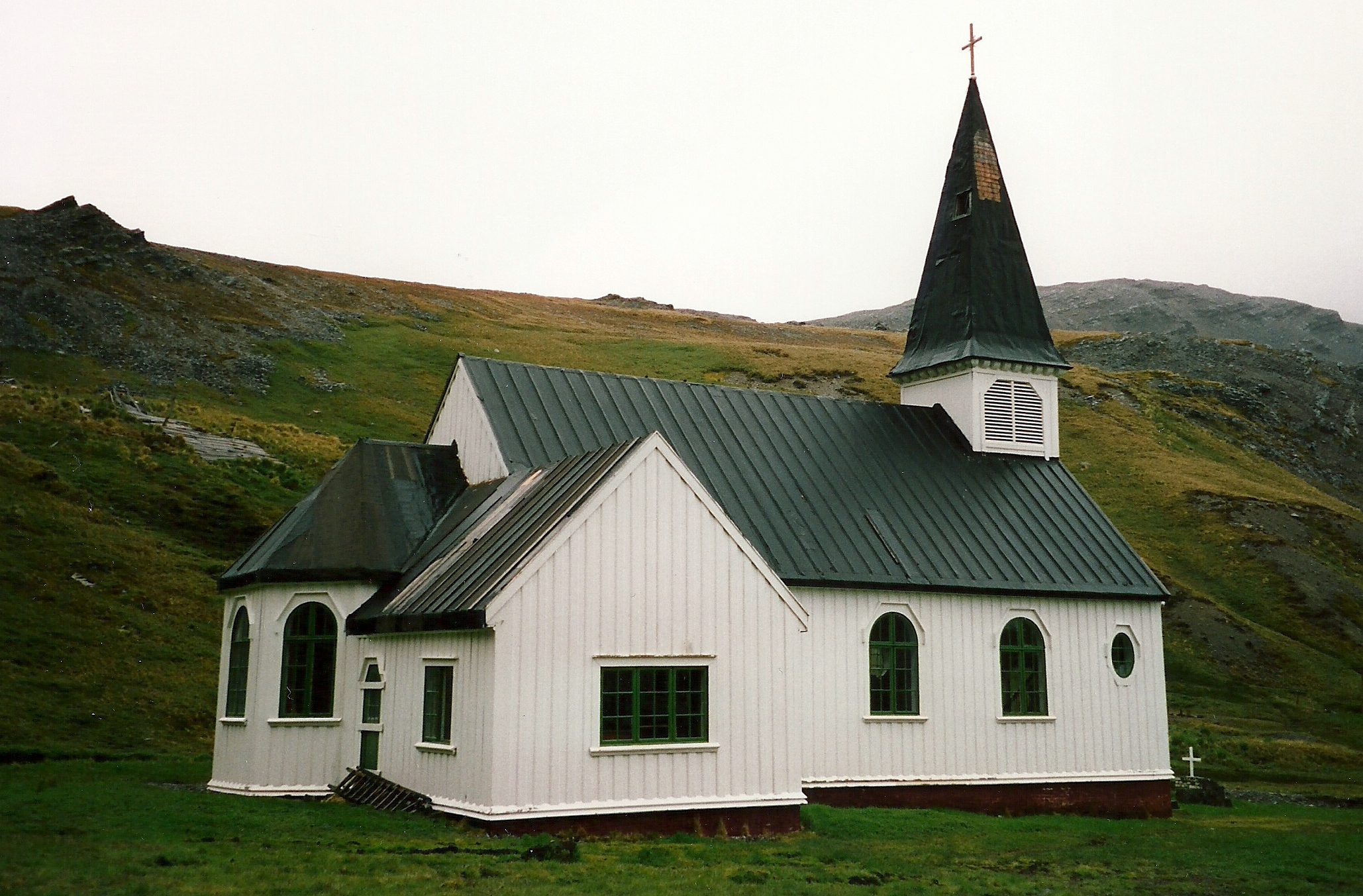
Vista lateral. En primer plano la biblioteca.